# Pokłon Trzech Króli (obraz Hugona van der Goesa)
Pokłon Trzech Króli (niderl. Monforte-retabel) – obraz olejny niderlandzkiego malarza Hugona van der Goesa.

## Opis
Obraz pierwotnie stanowił środkową część poliptyku. Skrzydła prawdopodobnie przedstawiały fundatorów dzieła. Scena pokłonu odgrywa się przy wysokim murze, który ciągnie się aż po horyzont. Za trzema królami umieszczono rząd gestykulujących postaci, zwróconych w różne strony. Po lewej stronie w dali widoczne jest miasteczko i codzienne życie jego mieszkańców. Oprócz postaci Goes umieścił wiele przedmiotów, odtworzonych z dużą dokładnością i drobiazgowością. Za plecami Marii widoczne są miski i tkaniny, u dołu futrzane nakrycie głowy, źdźbła słomy i puchary, w których odbija się światło. Po namalowaniu tego dzieła Goes stworzył, na zlecenie Tomasa Portinariego, Tryptyk Portinarich. Wszystkie postacie, zgodnie z manierą niderlandzkiego malarstwa, zostały przedstawione w sposób naturalistyczny, bardzo zbliżony do wizerunku oryginału, bez poprawek i upiększeń portretowanej postaci. Widać to wyraźnie na przykładzie klęczącego króla w czerwonej szacie: jego twarz zorana jest zmarszczkami, ma wory pod oczami, podwójny podbródek i duży nos. Widz ma wrażenie, że postacie, na które patrzy, może spotkać wszędzie na ulicy.